# Yasemin Canová
Yasemin Canová, rodným jménem Vivian Jemutaiová (* 11. prosince 1996) je turecká atletka, běžkyně na dlouhé tratě, mistryně Evropy v běhu na 5 000 a 10 000 metrů z roku 2016. Další zlato z mistrovství Evropy na 10 000 metrů přidala v roce 2022 v Mnichově, kde získala i stříbro na poloviční trati.

## Sportovní kariéra
Až do 24. května 2015 reprezentovala Keňu jako Vivian Jemutaiová. Turecko reprezentuje na mezinárodních závodech od 13. března 2016. Životní úspěch pro ni představují titul mistryně Evropy v běhu na 5 000 i 10 000 metrů, které vybojovala v roce 2016 v Amsterdamu. V následující sezóně získala stříbrnou medaili v běhu na 3000 metrů na halovém mistrovství světa.

## Osobní rekordy

#### Venku
- 3 000 metrů – 8:33,29 – 3. květen 2019, Dauhá
- 5 000 metrů – 14:36,82 – 8. červen 2017, Řím
- 10 000 metrů – 30:26,41 – 12. srpen 2016, Rio de Janeiro
- půlmaraton – 1:06,20 – 17. říjen 2020, Gdyně (NR)

#### Hala
- 3 000 metrů – 8:43,46 – 5. březen 2017, Bělehrad (NR)
- 5 000 metrů – 15:08,46 – 20. únor 2016, Istanbul (NR)